# Dugen de Eguileor
Dugen de Eguileor (Bilbao, 26 d'agost de 1877 - Buenos Aires, 6 de juny de 1952) fou un tenor basc.
Fill de Juan Cruz Eguileor, horticultor benestant, va aconseguir el títol de pèrit agrònom a Madrid. Posteriorment, va realitzar els estudis preparatoris d'enginyeria a la Universitat de Deusto i es va formar en enginyeria industrial a Barcelona. A Barcelona, va ingressar al cor de l'Orfeó Basc sota la direcció del mestre Santos Sarabia i va descobrir la seva vocació musical. Es va formar com a cantant a Milà i el 1904 va debutar en concert a Barcelona i, pocs mesos després, el 1905, va fer el seu debut operístic al Teatre del Liceu interpretant Lohengrin. Ferm opositor a la dictadura de Francisco Franco, per seguir cantant es va veure obligat a exiliar-se a l'Argentina, on va ser enterrat al cementiri de Chacarita.